# Primera de Ascenso 2007
El campeonato de la Primera de Ascenso 2007 del fútbol paraguayo, llamado 90 Años del Club Resistencia, fue el sexagésimo sexto campeonato oficial de la Primera de Ascenso organizado por la Asociación Paraguaya de Fútbol (APF). Se dio inicio el 1 de abril y finalizó el 8 de septiembre.
El campeón ascendió a la División Intermedia, y los dos equipos con menor puntaje al final de la temporada descendieron a la Segunda de Ascenso, que el siguiente año pasaría a llamarse Primera División C.
Se consagró campeón por tercera vez el Club Sport Colombia de Fernando de la Mora.
Este fue el último campeonato de la Tercera División en denominarse Primera de Ascenso. A partir del siguiente campeonato, pasaría a llamarse Primera División B.

## Sistema de competición
El modo de disputa implementado fue, como en temporadas anteriores y similar a las de categorías superiores, el de todos contra todos a partidos de ida y vuelta, es decir a dos rondas compuestas por doce jornadas cada una con localía recíproca. Se convierte en campeón el equipo que acumula la mayor cantidad de puntos al término de las 24 jornadas. En caso de haberse producido igualdad entre dos contendientes, habrían definido el título en un partido extra. Si hubieran sido más de dos, se resolvía según los siguientes parámetros:
1) saldo de goles;
2) mayor cantidad de goles marcados;
3) mayor cantidad de goles marcados en condición de visitante;
4) sorteo.

## Producto de la clasificación
- El torneo coronó al 66° campeón en la historia de la Primera de Ascenso.

- El campeón del torneo, obtuvo directamente su ascenso a la División Intermedia.

- Los dos equipos que obtuvieron el menor puntaje en el torneo, descendieron a la Segunda de Ascenso, la cual pasaría a llamarse Primera División C el siguiente año.

## Ascensos y descensos
| Ascendidos a la División Intermedia                 |
| --------------------------------------------------- |
| Presidente Hayes (Campeón de la Primera de Ascenso) |
| General Díaz (Campeón de la Primera de Ascenso)     |

| Descendidos a la Segunda de Ascenso                      |
| -------------------------------------------------------- |
| Humaitá (Peor puntaje en la temporada pasada)            |
| Cerro Corá (Segundo peor puntaje en la temporada pasada) |

| Ascendidos de la Segunda de Ascenso            |
| ---------------------------------------------- |
| Ameliano (Campeón de la Segunda de Ascenso)    |
| Oriental (Subcampeón de la Segunda de Ascenso) |

| Descendidos de la División Intermedia                        |
| ------------------------------------------------------------ |
| Universal (Peor puntaje en la temporada pasada)              |
| Sport Colombia (Segundo peor puntaje en la temporada pasada) |

## Equipos participantes
| Equipos         | Fundación               | Ciudad               | Estadio                   | Capacidad |
| --------------- | ----------------------- | -------------------- | ------------------------- | --------- |
| 1° de Marzo     | 1 de marzo de 1963      | Fernando de la Mora  | 1° de Marzo               | 2.000     |
| 29 de setiembre | 30 de abril de 1942     | Luque                | Molino                    | 1.000     |
| 3 de Noviembre  | 15 de mayo de 1959      | Asunción             | Dr. Rubén Ramírez         | 1.500     |
| Ameliano        | 6 de junio de 1936      | Asunción             | José Tomás Silva          | 2.000     |
| Colegiales      | 7 de enero de 1977      | Asunción             | Profesor Luciano Zacarías | 4.500     |
| Independiente   | 20 de setiembre de 1925 | Asunción             | Ricardo Gregor            | 500       |
| Oriental        | 12 de marzo de 1912     | Asunción             | Oriental                  | 4.000     |
| Pilcomayo       | 9 de junio de 1915      | Mariano Roque Alonso | Agustín Báez              | 800       |
| Resistencia     | 27 de diciembre de 1917 | Asunción             | Tomás Began Correa        | 5.700     |
| San Lorenzo     | 17 de diciembre de 1930 | San Lorenzo          | Ciudad Universitaria      | 5.000     |
| Sport Colombia  | 1 de noviembre de 1924  | Fernando de la Mora  | Alfonso Colmán            | 7.000     |
| Tembetary       | 3 de agosto de 1912     | Ypané                | Ypané                     | 5.000     |
| Universal       | 14 de mayo de 1917      | Encarnación          | Hugo Stroessner           | 4.000     |

## Clasificación
| Pos. | Equipos         | PJ | PG | PE | PP | GF | GC | Dif. | Pts. |
| ---- | --------------- | -- | -- | -- | -- | -- | -- | ---- | ---- |
| 1.   | Sport Colombia  | 24 | 16 | 6  | 2  | 47 | 21 | 26   | 54   |
| 2.   | San Lorenzo     | 24 | 14 | 6  | 4  | 39 | 25 | 14   | 48   |
| 3.   | Pilcomayo       | 24 | 11 | 7  | 6  | 37 | 29 | 8    | 40   |
| 4.   | Tembetary       | 24 | 9  | 8  | 7  | 30 | 25 | 5    | 35   |
| 5.   | 3 de Noviembre  | 24 | 9  | 5  | 10 | 30 | 35 | -5   | 32   |
| 6.   | 29 de Setiembre | 24 | 8  | 7  | 9  | 34 | 32 | 2    | 31   |
| 7.   | Independiente   | 24 | 7  | 9  | 8  | 31 | 29 | 2    | 30   |
| 8.   | Resistencia     | 24 | 7  | 9  | 8  | 26 | 30 | -4   | 30   |
| 9.   | Oriental        | 24 | 8  | 5  | 11 | 34 | 41 | -7   | 29   |
| 10.  | Colegiales      | 24 | 7  | 7  | 10 | 38 | 37 | 1    | 28   |
| 11.  | 1° de Marzo     | 24 | 6  | 7  | 11 | 30 | 38 | -8   | 25   |
| 12.  | Ameliano        | 24 | 6  | 4  | 14 | 27 | 45 | -18  | 22   |
| 13.  | River Plate     | 24 | 3  | 10 | 11 | 23 | 39 | -16  | 19   |

 Pos=Posición; PJ=Partidos jugados; PG=Partidos ganados; PE=Partidos empatados; PP=Partidos perdidos; GF=Goles a favor; GC=Goles en contra; Dif=Diferencia de goles;Pts=Puntos
|  |                                                                      |
|  | Campeón. Ascendido en forma directa a la División Intermedia         |
|  | Descendido a Segunda de Ascenso, luego denominada Primera División C |

## Campeón
| Sport Colombia 3.er título |